# Bedford WTB

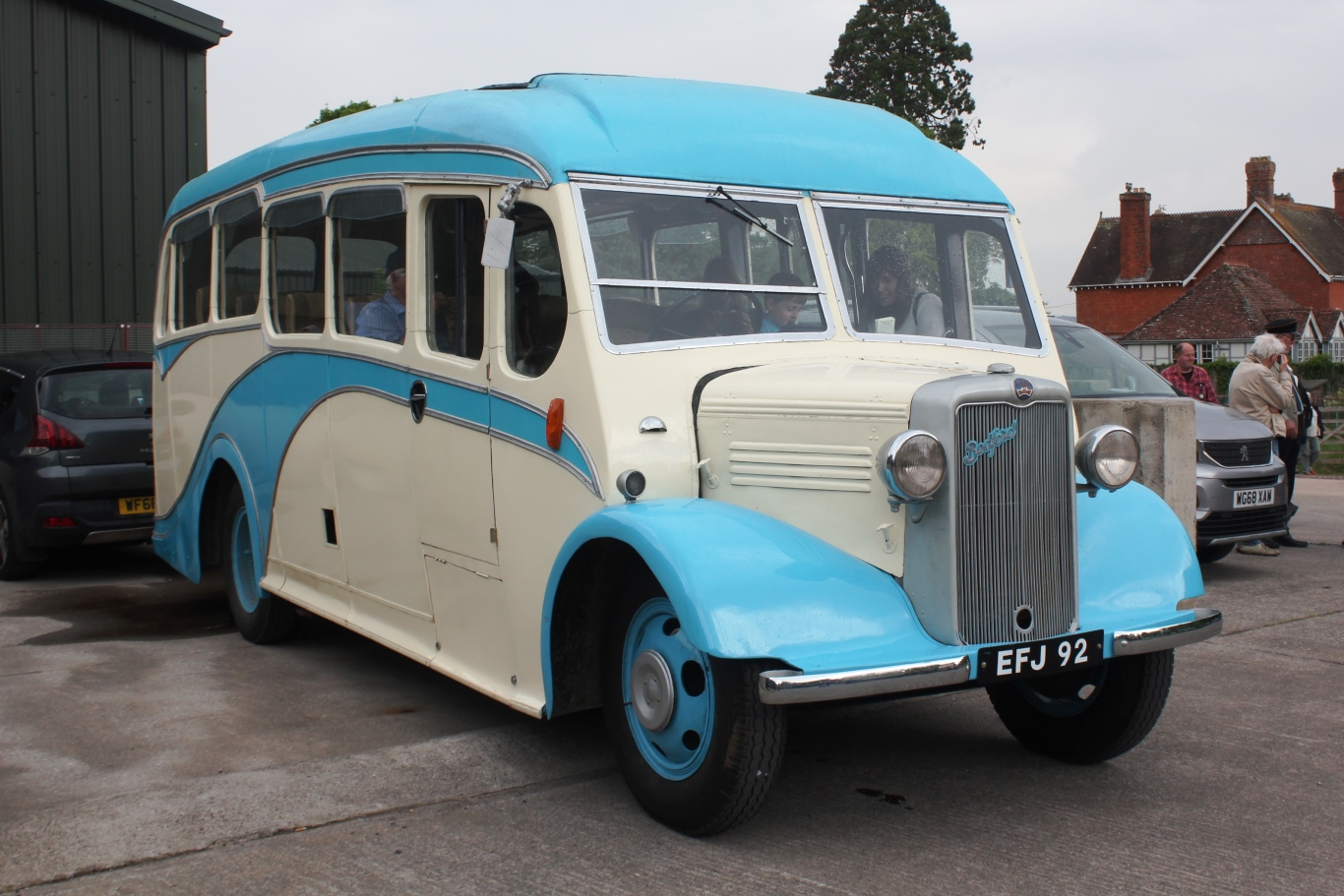
Bedford WTB

Der Bedford WTB und der Bedford WTL waren Fahrgestelle für Busse des britischen Nutzfahrzeugherstellers Bedford. 
Nach dem Erfolg des Bedford WLB wollte Vauxhall die errungene Marktposition ausbauen und stellte 1934 die Serie WTB vor. Die Fahrzeuge bauten auf dem etwas größeren 3-t-Chassis des Lkw Bedford WTL auf. Eine kurze Ausführung wurde nicht mehr gebaut. Gegenüber dem Vorgänger wurde die Position des Fahrers nach vorn verschoben, was zusätzlichen Platz für Fahrgäste schaffte. Der Bus war jetzt für Aufbauten mit 26 Sitzplätzen ausgelegt. Der Motor kam wieder von Bedford. Es wurde der gleiche Sechszylinder-Ottomotor mit 3,177 l Hubraum wie beim Bedford WLB genutzt. Der Motor leistete bei 2800/min 64 PS. Der Hubraum wurde 1938 auf 3,519 l vergrößert, die Einstufung änderte sich damit auf 28 Steuer-PS. Auch die Kraftübertragung mit einem unsynchronisierten Vierganggetriebe und die Hinterachse mit einem Kegelrad-Differentialgetriebe sowie die mechanische, über Gestänge betätigte Bremsanlage mit Unterstützung durch einen Unterdruck-Servo bleiben unverändert. 
Frühe Exemplare wurden auf dem Chassis des Lkw WTL aufgebaut. Die Karosserie kam von Duple. Andere Hersteller von Aufbauten waren Plaxton, Thurgood, Burlingham und Wilmot. Der Kühlergrill ähnelte zunächst dem des WHB/WLB, ab 1938 wurde der abgerundete Bullennasen-Kühlergrill verwendet, der später typisches des Bedford OB wurde. Der Bedford WTB ist daher leicht mit dem Bedford OB zu verwechseln.
Insgesamt wurden 2320 Busse hergestellt.